# Кичереа (Њамц)
Кичереа (рум. Chicerea) насеље је у Румунији у округу Њамц у општини Станица. Oпштина се налази на надморској висини од 275 m.

## Становништво
Према подацима из 2002. године у насељу је живело 310 становника, од којих су сви румунске националности.